# Warloy-Baillon
Warloy-Baillon – miejscowość i gmina we Francji, w regionie Hauts-de-France, w departamencie Somma.
Według danych na rok 1990 gminę zamieszkiwało 718 osób, a gęstość zaludnienia wynosiła 47 osób/km² (wśród 2293 gmin Pikardii Warloy-Baillon plasuje się na 399. miejscu pod względem liczby ludności, natomiast pod względem powierzchni na miejscu 189.).